# غويلرمو رويز دي تيريزا
غويلرمو رويز دي تيريزا هو سياسي مكسيكي، ولد في 30 يونيو 1953 في مدينة مكسيكو في المكسيك. نشط حزبياً في الحزب الثوري المؤسساتي. وقد انتخب عضو مجلس النواب المكسيك ‏.